# کشتار سسنا

قتل‌عام سسنا اشاره به واقعه هولناکی است که فوریه سال ۱۳۷۷ میلادی (۷۷۵ شمسی)، در شهر اسقف‌نشین و باستانی سسنا روی داده‌است.
شهر سسنا از توابع «امیلیا» در استان «فورلی» ایتالیا است.
در تاریخ فوق ارتش واتیکان به دلیل آنچه نافرمانی از فرامین کلیسا تعبیر نمود، پس از فرونشاندن عصیان مردم، ۴۰۰۰ نفر از آنان را کشت و در سسنا حمام خون بپا کرد. برخی تعداد قربانیان را تا ۵۰۰۰ نفر هم نوشته‌اند.
مسئول اوّل آن کشتار بزرگ «آنتی پاپ» «روبرت اهل ژنو» (کلمنت هفتم) معرفی شده که به سلاخ سسنا شهرت یافته‌است.
سلاخ سسنا، کلمنت هفتم اسقف مقتدری بوده و جدا از ایتالیا، در فرانسه، اسکاتلند، پرتغال، دانمارک، نروژ، و برخی ایالت کوچک آلمان هنم صاحب نفوذ بوده‌است.
قتل‌عام سسنا بخشی از حوادث مربوط به دوران «گرگریوس یازدهم»و وقایعی است که به طنز «جنگ هشت قدیس» نام گرفته‌است.
قتل‌عام سسنا نیز نشان داد انسان (تحت نظام) گرگ انسان است.